# Remixes from Underground
 Remixes from Underground  — збірник реміксів голландського гурту Clan of Xymox, випущений німецьким лейблом «Pandaimonium Records» на початку 2002 року.
Праця над цим проектом велася ще з 1999 року, але через велику зайнятість Моорінгса, побачила світ лише у 2002 році. Серед учасників відмітилися такі колективи, як-от Front 242, Assemblage 23, In Strict Confidence та інші.

## Композиції

### CD1
1. Anguish (Deep Inside Iris Mix) — 5:56
2. Something's Wrong (Avatar Mix) — 5:55
3. Number I (Cut Rate Box Remix) — 5:06
4. Innocent (Defiled Remix) — 7:23
5. I Want You Now (Tri-State Remix) — 6:29
6. The Same Dream (DJ RAM Nightmare Mix) — 5:36
7. At Your Mercy (In Strict Confidence Remix) — 6:37
8. Liberty (Damon Fries/Boudoir Mix) — 6:50
9. Into Her Web (Remix) — 5:32
10. Internal Darkness (The Second Sight Remix) — 4:58

### CD2
1. Anguish (Remix) — 5:35
2. The Same Dream (Perfidious Words Remix) — 5:46
3. Liberty (Remix) — 4:45
4. Something Wrong (Beborn Beton Remix) — 5:10
5. The Bitter Sweet (Blackland Remix) — 8:25

## Над альбомом працювали
- Оформлення — Mojca